# Rex Tillerson
Rex Wayne Tillerson, född 23 mars 1952 i Wichita Falls i Texas, är en amerikansk företagsledare och från 1 februari 2017 till 31 mars 2018 USA:s utrikesminister. Som företagsledare har Tillerson bland annat varit både styrelseordförande och vd för världens största icke-statliga petroleumbolag, amerikanska Exxon Mobil Corporation mellan 2006 och 2016.
Tillerson tillträdde som USA:s utrikesminister den 1 februari 2017. Han innehade ämbetet till och med den 13 mars 2018 då han avskedades av president Donald Trump. Trump utsåg CIA-chefen Mike Pompeo till Tillersons efterträdare.

## Karriär
Tillerson avlade examen som väg- och vatteningenjör 1975 vid University of Texas at Austin. Tillerson började därefter att arbeta vid Exxon Mobil 1975 som ingenjör. Han arbetade sig upp inom företaget och har haft rad olika chefsbefattningar både inhemskt och internationellt. 2006 blev Tillerson utnämnd till efterträdare till den dåvarande vd:n Lee Raymond.
Sedan Tillerson blev vd för Exxon Mobil har bolaget haft en total omsättning (2006–2015) på nästan $4 biljoner och $347 miljarder i ren vinst, varav USA:s största kvartalsvinst genom alla tider som var på $14,83 miljarder för tredje kvartalet av 2008 och den näst högsta i världen där bara konkurrenten Royal Dutch Shell har redovisat ett bättre kvartalsvinst på $15,68 miljarder för det andra kvartalet samma år.
Han blev utnämnd av den amerikanska nyhetsbolaget CNN till den sjätte mäktigaste personen inom affärsvärlden. Tillerson blev rankad före andra stora affärsledare som till exempel Bill Gates (Microsoft), Li Ka-shing, Lakshmi Mittal (Arcelor Mittal), Jeffrey R. Immelt (General Electric), Carlos Slim Helú (Telmex), Lee Scott (Wal-Mart) och Jamie Dimon (JP Morgan Chase).
Tillerson är också styrelsemedlem för den amerikanska tankesmedjan som behandlar försvars-, säkerhets- och utrikespolitiska frågor, Center for Strategic and International Studies samt USA:s största handelsförbund för petroleum och naturgas, American Petroleum Institute. Tillerson är även medlem i den politiska konservativa kretsen, Business Roundtable, där en rad olika höga ledare för de största bolagen i USA sammanträder.
Han överlevde en integritetsattack av den mäktiga Rockefellerfamiljen vid ett aktieägarmöte den 28 maj 2008 när de ville att Exxon Mobil skulle separera positionerna styrelseordförande och vd till att innehas av två personer, och inte som det är nu att en innehar båda två.

## USA:s utrikesminister

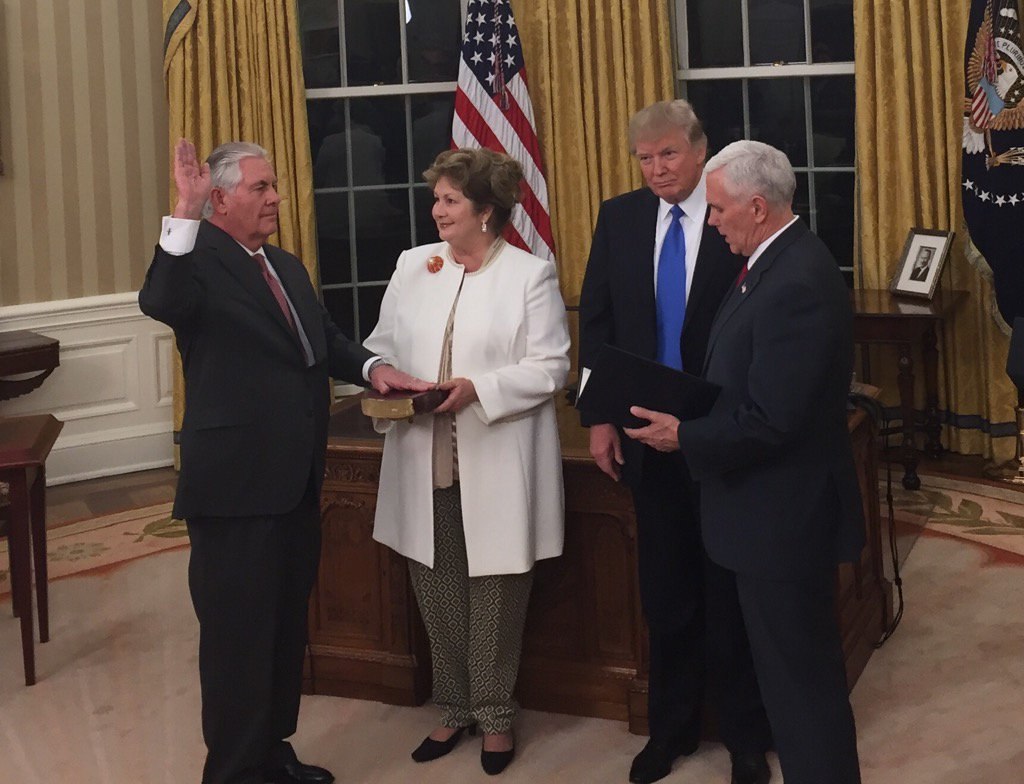
Tillerson svors in som utrikesminister den 1 februari 2017.

Efter presidentvalet 2016 diskuterades Tillerson som en potentiell kandidat till att bli utrikesminister i den då tillträdande president Donald Trumps kabinett. Den 13 december 2016 meddelade Trump att han nominerat Tillerson som utrikesminister. Den 1 februari godkändes nomineringen i senaten med 56 röster mot 43. Samtliga republikaner röstade för Tillerson, samt tre demokrater och en oberoende. Senare samma eftermiddag svors Tillerson in som utrikesminister.
Den 15 februari 2017 gjorde Tillerson sin första resa till Europa som utrikesminister, då han i Bonn i Tyskland mötte övriga utrikesministrar inom G20. Tillerson besökte därefter Mexiko den 23 februari, tillsammans med inrikessäkerhetsminister John F. Kelly. I mitten av mars gjorde Tillerson första resan till Asien som utrikesminister, och hade möten med regeringarna i Japan, Sydkorea och Kina. Den 12 april var Tillerson i Ryssland och hade möte med den ryske utrikesministern Sergej Lavrov och presidenten Vladimir Putin. Under mötena diskuterades särskilt Syrienkonflikten och hur USA bombat en syrisk flygbas den 7 april som svar på att den syriske presidenten Bashar al-Assad använt kemiska vapen mot befolkningen den 4 april. Ryssland anser att USA:s bombningar var ett brott mot internationell lag.
Tillerson innehade ämbetet som utrikesminister fram till den 13 mars 2018 då han sparkades av president Donald Trump. Trump nominerade den dåvarande CIA-chefen Mike Pompeo som Tillersons efterträdare. En talesman för Tillerson, Steve Goldstein (kansliråd för offentlig diplomati) citerades av The Washington Post att Tillerson inte visste varför han hade blivit sparkad av Trump och fick bara veta om sitt avsked när han läste Trumps tweet på morgonen den 13 mars; Goldstein, som i allmänhet uppfattades inom Vita huset som anti-Trump, blev avskedad av Vita huset senare den dagen. En ledande tjänsteman från Trump citerade "kommande Nordkorea samtal och olika handelsförhandlingar" som skäl för att ersätta Tillerson. Trump berättade senare för reportrar att hans meningsskiljaktigheter med Tillerson berodde på personkemi och oenighet om politik. Enligt diplomaten Aaron David Miller är Tillerson den ende utrikesminister sedan åtminstone 1945 som har blivit sparkad.
Tillersons tjänstgöring har kännetecknats av en brist på synlighet. Tillerson anses ha varit bland en av de sämsta utrikesministrar USA haft.